# آتیلیانو
آتیلیانو (به ایتالیایی: Attigliano) یک شهرک و کومونه در ایتالیا است که در استان ترانی واقع شده‌است. آتیلیانو ۱۰٫۴ کیلومتر مربع مساحت و ۱٬۹۶۷ نفر جمعیت دارد و ۹۵ متر بالاتر از سطح دریا واقع شده‌است.